# Kolegium Nauk Ekonomicznych i Społecznych w Płocku
Kolegium Nauk Ekonomicznych i Społecznych w Płocku (KNEiS) – obecnie jedyne kolegium Politechniki Warszawskiej. W dniu 3 marca 1995 roku zostało powołane Zarządzeniem Rektora Politechniki Warszawskiej Kolegium Nauk Ekonomicznych i Społecznych, którego organizatorem i pierwszym dyrektorem była dr Irena Bielecka. Zadaniem Kolegium do chwili obecnej, jest kształcenie studentów na kierunku Ekonomia.

## Studia w KNEiS
W Kolegium Nauk Ekonomicznych i Społecznych na kierunku Ekonomia prowadzone są studia:
- dzienne licencjackie (6 semestrów)
- zaoczne licencjackie (6 semestrów)
- dzienne magisterskie (4 semestry)
- zaoczne magisterskie (4 semestry)

W ramach kierunku Ekonomia prowadzone są specjalności:
- Ekonomia biznesu  (I i II stopnia)
- Finanse i Rachunkowość (I i II stopnia)

## Władze Kolegium w kadencji 2020-2024
- Dyrektor dr hab. Magdalena Kludacz-Alessandri, prof. uczelni
- Z-ca Dyrektora ds. studiów: dr Barbara Felic
- Zastępca Dyrektora ds. studenckich: dr hab. inż. Marlena Piekut